# Sarah Gautreau
Pour les articles homonymes, voir Gautreau.
Sarah Gautreau (née le 21 juin 1977 à Strasbourg) est une athlète française, spécialiste du saut en longueur.

## Biographie
Sarah Gautreau remporte le concours de saut en longueur des Championnats de France d'athlétisme en salle 1995 à Liévin.
Elle est sacrée championne de France de saut en longueur en 1998 à Dijon.

## Palmarès

### National
- Championnats de France d'athlétisme :
  - Vainqueur du concours de saut en longueur en 1998
- Championnats de France d'athlétisme en salle :
  - Vainqueur du concours de saut en longueur en 1995

## Records
| Épreuve          | Performance | Lieu           | Date         |
| ---------------- | ----------- | -------------- | ------------ |
| Saut en longueur | 6,64 m      | Viry-Châtillon | 20 juin 1998 |